# Bolívia 6–1 Argentina (2009)
Bolívia 6–1 Argentina, também conhecido como O Massacre de La Paz, foi um jogo, válido pela 12a Rodada das Eliminatórias da Copa do Mundo FIFA de 2010, que foi disputado no dia 1 de abril de 2009, no Estádio Olímpico Hernando Siles, em La Paz, que fica localizada a 3.637 metros do nível do mar.
Este resultado igualou o maior revés da história do futebol argentino, já que, na Copa de 1958, os hermanos perderam pelo mesmo placar para a então Tchecoslováquia. A última vez que os argentinos tinham perdido por cinco gols de diferença foi em 1993, no famososo 5 a 0 diante da Colômbia pelas Eliminatórias. Além disso, esta partida tornou-se notória não só por conta deste placar elástico (que, por conta de ter sido disputada no dia 1 de abril, recebeu várias piadas por contas do dia da mentira), mas também pelo contexto histórico que a envolveu, já que, meses antes, o então técnico do escrete argentino, Diego Maradona, havia defendido partidas de futebol na altitude, após a FIFA proibir jogos em locais acima dos superiores a 3.000 m altitude, por considerar desumano e desleal.

## Contexto
Em maio de 2007, a FIFA decidiu proibir partidas internacionais em locais com altitude acima dos 2.500m de altitude, por considerar desleal e desumano. A realização de jogos em altitude foi sempre criticada por países como Uruguai, Argentina e Brasil, que afirmavam sentir muitas dificuldades nos estádios a mais de 2500 metros.
Logo após esta decisão da FIFA tornar-se pública, a Comunidade Andina, emitiu um notificado, dizendo ser “um atentado não só ao desporto e ao futebol, como aos habitantes das regiões em causa”.
Evo Morales, presidente da Bolívia à época, encabeçou uma campanha contra a determinação da Fifa. Morales chegou a organizar jogos em cidades localizadas a 5300 e 6000m de altitude com o objetivo de demonstrar que a altitude não causa danos a saúde dos jogadores (em uma dessas partidas, Maradona chegou a participar), enviou uma comissão ao Congresso da Fifa, em Zurique, no mês de maio, e se reuniu com os cartolas da Confederação Sul-Americana de Futebol (Conmebol) para tentar reverter a decisão.
Alguns dias após o veto, Diego Maradona, que à época já era treinador da Seleção Argentina, qualificou a decisão da FIFA de vetar os jogos na altitude como ridícula, e fez duras críticas ao presidente do organismo, o suíço Joseph Blatter.
As declarações foram realizadas em uma entrevista coletiva no Palácio de Governo boliviano, onde foi recebido pelo presidente Evo Morales, após receber um convite para participar de uma partida beneficente.
Em junho de 2007, a FIFA anunciou que somente cidades que estejam localizadas a mais de 3000m de altitude estavam proibidas de receber jogos internacionais.
Em dezembro de 2007, a Conmebol fez pressão contra o veto da FIFA.
Em abril de 2008, nove federações da Confederação Sul-Americana de Futebol - com exceção do Brasil - resolveram apoiar que os jogos acontecessem sim em altitudes acima dos 3.000m altitude. Em maio de 2008, pressionada pela Bolívia, a FIFA decidiu suspender a decisão até que se conheçam os resultados completos de um estudo feito sobre a prática do futebol em condições extremas de temperatura, umidade e altura.

## Ficha Técnica da Partida
| 1 de abril de 2009 | Bolívia                                                             | 6 – 1     | Argentina    | Estádio Olímpico Hernando Siles, La Paz Público Pagante: 30.487                                                                    |
| 15:30 (UTC-4)      | Moreno 11' · Botero 34' (pen). 54', 65' · Da Rosa 44' · Torrico 86' | Relatório | González 24' | Árbitro: URU Martín Vázquez Assistente 1:URU Pablo Fandiño Assistente 2: URU Mauricio Espinoza Quarto árbitro: URU Roberto Silvera |

| Bolívia | Argentina |

| GO            | 01 | Carlos Arias     |     |     |
| LD            | 07 | Luis Ribeiro     | 58' |     |
| ZA            | 02 | Juan Manuel Peña |     |     |
| ZA            | 05 | Ronald Rivero    |     |     |
| LE            | 13 | Abdón Reyes      |     | 55' |
| MC            | 08 | Ronald García    |     | 79' |
| MC            | 06 | Leonel Reyes     | 11' |     |
| MC            | 17 | Didi Torrico     | 49' |     |
| MC            | 10 | Alex da Rosa     | 44' | 69' |
| AT            | 18 | Marcelo Moreno   |     |     |
| AT            | 09 | Joaquín Botero   |     |     |
| Substitutos:  |    |                  |     |     |
| GO            | 12 | Hugo Suárez      |     |     |
|               | 3  | Walter Flores    |     | 79' |
|               | 4  | Ignacio García   |     | 55' |
|               | 11 | Pablo Escobar    |     |     |
|               | 14 | Mauricio Saucedo |     | 69' |
|               | 15 | Diego Cabrera    |     |     |
|               | 16 | Ronald Raldés    |     |     |
| Técnico:      |    |                  |     |     |
| Erwin Sánchez |    |                  |     |     |

| GK             | 1  | Juan Pablo Carrizo   |     |     |     |
| LD             | 8  | Javier Zanetti       |     |     |     |
| ZA             | 2  | Martín Demichelis    |     |     |     |
| ZA             | 6  | Gabriel Heinze       |     |     |     |
| LE             | 3  | Emiliano Papa        | 41' |     |     |
| MC             | 7  | Lucho González       |     | 89' |     |
| MC             | 14 | Javier Mascherano    |     |     |     |
| MC             | 5  | Fernando Gago        |     |     |     |
| MC             | 18 | Maxi Rodríguez       |     | 57' |     |
| AT             | 10 | Lionel Messi         |     |     |     |
| AT             | 11 | Carlitos Tévez       |     | 75' |     |
| Substitutos:   |    |                      |     |     |     |
| GO             | 12 | Mariano Andújar      |     |     |     |
| DF             | 17 | Daniel Montenegro    |     | 75' |     |
| DF             | 13 | Marcos Angeleri      |     | 89' |     |
| MC             | 4  | Juan Sebastián Verón |     |     |     |
| AT             | 15 | Ángel di María       |     | 57' | 63' |
| AT             | 16 | Sergio Agüero        |     |     |     |
| AT             | 9  | Lisandro López       |     |     |     |
| Técnico:       |    |                      |     |     |     |
| Diego Maradona |    |                      |     |     |     |

## Acontecimentos Pós-Jogo
- Em maio de 2009, a Seleção Boliviana, atendendo a um pedido da população para eternizar o resultado, lançou uma camisa comemorativa desta partida, em uma edição limitada de 100 peças do segundo uniforme da seleção, na cor branca, com a inscrição: “Bolívia 6x1 Argentina. La Paz 01/04/09”.[11]
- Em 2011, Maradona foi condecorado pela Camara dos Deputados da Bolívia "por defender a prática do futebol na altitude e ser amigo dos movimentos sociais".[12]